# サッソ・ディ・カスタルダ
サッソ・ディ・カスタルダ（イタリア語: Sasso di Castalda）は、イタリア共和国バジリカータ州ポテンツァ県にある、人口約800人の基礎自治体（コムーネ）。

## 地理

### 位置・広がり

#### 隣接コムーネ
隣接するコムーネは以下の通り。
- アブリオーラ
- ブリエンツァ
- マルシコ・ヌオーヴォ
- サトリアーノ・ディ・ルカーニア
- ティート